# Simplicia moorei
Simplicia moorei là một loài bướm đêm trong họ Erebidae.